# 안드레아 베네티
안드레아 베네티(Andrea Benetti, 1964년 1월 15일 - )는 이탈리아의 화가이다. 2009년 카 포스카리 베네치아 대학교에서 열린 제 53회 베니스 비엔날레에서 《메니페스토 오브 네오 케이브》(Manifesto of Neo Cave, 신석기 동굴 선언)을 발표하였다.

## 생애 및 작품
안드레아 베네티는 1964년 볼로냐에서 태어난 이탈리아의 화가 겸 사진 작가 및 디자이너이다. 2006년 제작한 《메니페스토 오브 네오 케이브》를 2009년 제 53회 베니스 비엔날레에서 발표하였다.
그의 예술은 선사 시대 인간이 만든 최초의 예술 형태에서 직간접적인 영감을 받았다. 선사 시대 동굴 작품이 지닌 창조적인 관점의 특색있는 형태, 동물 군집과 의인화된 소재들을 표현한 독특한 창의적 작업들, 그리고 색상으로 채워진 기하학적 모양과 추상적인 모양으로 가득 찬 작품의 화면은 선사시대와 현대를 잇는 윤리적, 철학적 다리인 것 마냥 식물성 색소와 옅은 돋을새김, 낙서와 같은 기술을 사용하여 제작되었다.
베네티의 작품은 UN, 바티칸, 퀴리날레와 같은 주요 컬렉션에 포함되어 있으며, 가장 최근 전시회로는 "색과 소리의 기원"(볼로냐, 아꾸르시오 궁전, 2013년), "VR60768 · 의인화된 형태"(로마, 하원 의원, 2015년), "파테르 루미눔"(라틴어: Pater Luminum, 빛나는 아버지"(갈리폴리, 시민 박물관, 2017년) 및 "폭력에 대항하는 얼굴들"(볼로냐, 아꾸르시오 궁전, 2017년). 등이 있다.
2020년 볼로냐의 해왕성 상(Nettuno Prize)을 수상하였다.

## 박물관 및 컬렉션
안드레아 베네티의 작품을 소장한 박물관 및 미술 컬렉션 
- 유엔 아트 컬렉션 ( 뉴욕, 미국)[10]

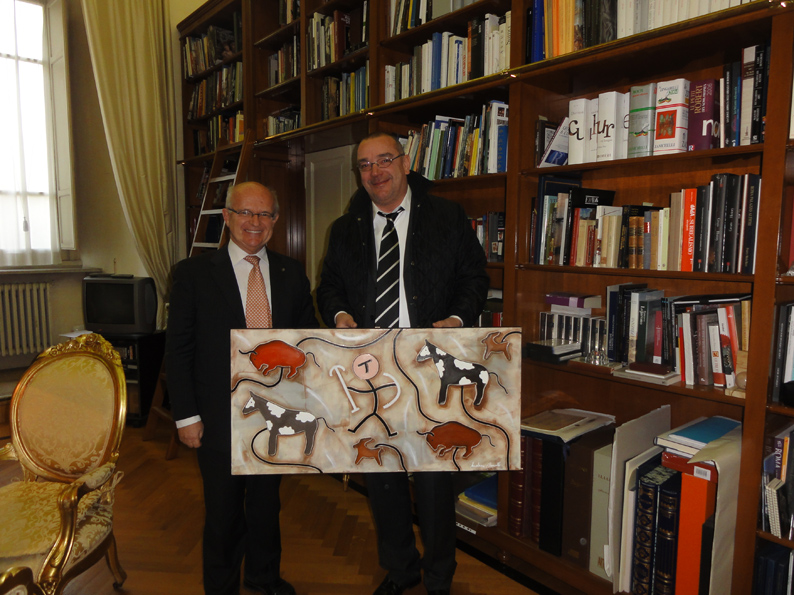

- 바티칸 아트 컬렉션 ( Città del Vaticano )[11]
- MACIA-미국의 이탈리아 현대 미술관 ( 산호세 – 코스타리카 )[12]
- 퀴르날레 아트 컬렉션 ∙ 이탈리아 공화국 대통령 ∙ (로마-이탈리아)[13]
- 몬테치토리오 궁전 ∙ 이탈리아 의회 ∙ 하원 의원 (로마-이탈리아)[14]
- 페라라 대학교 아트 컬렉션[15]
- 바리 대학교 아트 컬렉션[16]
- 맘보 ∙ 볼로냐 현대 미술관 (볼로냐-이탈리아)[17]
- 박물관 ∙ 볼 차노 근현대 미술관 ( 볼 차노 -이탈리아)[18]
- CAMeC-Camec ∙ 현대 미술 센터-( 라 스페 치아 -이탈리아)[19]
- FP 미세티 박물관[20]
- 오스발도 리치니 현대 미술관[21]
- 레체 아트 컬렉션[22]

## 참고 문헌
- K. H. Keller, G. Rossi, R. Sabatelli: Andrea Benetti and Lanfranco Di Rico - September 2001, Johns Hopkins University, Bologna, 2008, 12 σελίδες[23]
- Various authors: Arte e cultura - Un ponte tra Italia e Costa Rica, I.I.L.A., San Josè, 2008, 98 σελίδες[24]
- Various authors: Natura e sogni - Catalogo del Padiglione della 53. Biennale di Venezia, Umberto Allemandi & C., Venice, 2009, 98 σελίδες[25]
- Various authors: Esplorazione inconsueta all'interno della velocità, Bologna, 2009, 104 σελίδες[26]
- Andrea Benetti, Gregorio Rossi: Il Manifesto dell'Arte Neorupestre, Umberto Allemandi & C., Venice, 2009, 18 σελίδες[27]
- Carlo Fabrizio Carli: Diorama Italiano - 61º Premio Michetti, Vallecchi, Francavilla a Mare, 2010, 202 σελίδες[28]
- C. Parisot, P. Pensosi: Portraits d'Artistes, Edizioni Casa Modigliani, Roma, 2010, 72 σελίδες
- Simona Gavioli: Andrea Benetti - B. P. Before Present, Media Brain, Bologna, 2009, 52 σελίδες[29]
- Various authors: Andrea Benetti - La pittura Neorupestre, Comune di Castellana Grotte, Castellana Grotte, 2011, 58 σελίδες[30]
- D. Iacuaniello, C. Parisot, G. Rossi: M173 - Tracce apocrife, Istituto Europeo Pegaso, Rome, 2012, 70 σελίδες[31]
- G. Rossi, D. Scarfì: Il simbolismo nella pittura Neorupestre, Mediabrain, Syracuse, 2012, 88 σελίδες[32]
- Andrea Benetti, Silvia Grandi: Colori e suoni delle origini, Qudulibri, Bologna, 2013, 86 σελίδες[33]
- Andrea Benetti, Stefano Papetti: Dalla roccia alla tela - Il travertino nella pittura Neorupestre, Qudulibri, Ascoli P., 2014, 54 σελίδες[34]
- A. Benetti, S. Cassano, D. Coppola, A. F. Uricchio: Colori e suoni delle Origini, Qudulibri, Bari, 2014, 58 σελίδες[35]
- Andrea Benetti, Silvia Grandi: Il colore della luce, Qudulibri, Bologna, 2014, 56 σελίδες[36]
- A. Benetti, S. Grandi, M. Peresani, M. Romandini, G. Virelli: VR60768 - anthropomorphic figure, Qudulibri, Rome, 2015, 80 σελίδες[37]
- Andrea Benetti, Toti Carpentieri: Astrattismo delle origini, Qudulibri, Lecce, 2015, 60 σελίδες[38]
- Various authors: Arte Neorupestre, Monograph, Qudulibri, Bologna, 2015, 208 σελίδες[39]
- Andrea Benetti, Fiorenzo Facchini, Fernando Lanzi, Gioia Lanzi: Signum Crucis, Qudulibri, Bologna, 2016, 42 σελίδες[40]
- A. Benetti - P. Fameli - A. Fiorillo - F. Fontana - M. Peresani - M. Romandini - I. Schipani - U. T. Hohenstein: "preHISTORIA CONTEMPORANEA" Qudulibri, Ferrara, 2016, 64 σελίδες[41]
- A. Benetti - P. Fameli - A. Marrone - M. Ratti: "Omaggio alla pittura Rupestre", Qudulibri, La Spezia, 2016, 58 σελίδες[42]
- Andrea Benetti - Silvia Grandi: "Volti contro la violenza", Qudulibri, Bologna, 2017, 40 σελίδες[43]